# Jean-Joconde Stevenin

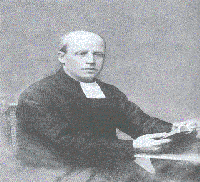

Jean-Joconde Stevenin (Gaby 1865 - 1956) fou un sacerdot i polític valldostà. Estudià al seminari d'Aosta, on el 1890 en fou nomenat professor i guia espiritual. El 1895-1897 fou director del diari Le Duché d'Aoste, on hi destacà pel seu esperit progressista. Fou apartat de la direcció per un atac al rei Humbert I d'Itàlia. Simultàniament, el 1897 participà en la creació d'una cooperativa de consum i el 1898 en la d'una biblioteca i una societat de mutualisme. Contactà amb Luigi Sturzo i se'l considerà un dels precursors de la democràcia cristiana a la Vall d'Aosta.
El 1901 fundà el diari La Valdôtaine, el 1903 fou escollit regidor de l'ajuntament d'Aosta, el 1907 d'Issime i el 1913 novament a Aosta. El 1919 li oferiren el bisbat de Cuneo, però rebutjà el càrrec. Proper al Partit Popular Italià, es va oposar a la dictadura de Benito Mussolini, sobretot des que el 1931 fossin dissoltes les organitzacions catòliques a la Vall d'Aosta. El 1945 participà en la fundació d'Unió Valldostana i col·laborà en la redacció de l'estatut d'autonomia per a la Vall d'Aosta.